# Katolicka Szkoła Społeczna w Poznaniu

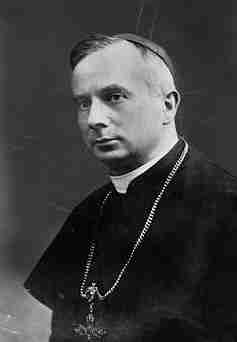
Kardynał Edmund Dalbor, główny inicjator założenia szkoły

Katolicka Szkoła Społeczna w Poznaniu (od 1937 kurs dwuletni jako: Wyższe Katolickie Studium Społeczne) – polska szkoła średnia z siedzibą w Poznaniu, działająca w latach 1927–1939, od 1937 posiadająca prawa państwowej szkoły wyższej. Stanowiła jeden z czołowych polskich ośrodków dydaktycznych dla służb społecznych w okresie międzywojennym, kształcący i dokształcający kadry zakładów opiekuńczych i instytucji charytatywnych (przede wszystkim katolickich). Była pierwszą w Polsce kościelną szkołą kształcącą działaczy społecznych.

## Geneza
Potrzeba stworzenia szkoły dla kształcenia kadr katolickich instytucji społecznych pojawiła się w 1918, po odzyskaniu przez Polskę niepodległości. W środowisku poznańskim początkowo zaistniały inicjatywy mające na celu organizację krótkoterminowych szkoleń oraz kursów o profilu społecznym (jednym z inicjatorów takich działań był ksiądz Walerian Adamski). Na stworzenie szkoły wpływ miały też działania Wolnej Wszechnicy Polskiej w Warszawie i kursy akcji społecznych związków zawodowych. Osobami, które w szczególności przyczyniły się do otwarcia placówki byli: kardynał Edmund Dalbor (w 1923 powołał fundusz społeczny gromadzący środki na budowę szkoły), ksiądz Czesław Michałowicz (Związek Katolickich Towarzystw Robotników Polskich), ksiądz Tadeusz Zamysłowski (Związek Kapłanów „Unitas”), ksiądz Franciszek Forecki (Związek Kobiet Pracujących), ksiądz Walenty Dymek, późniejszy biskup (Caritas), ksiądz Ludwik Janosz (działacz młodzieżowy), ksiądz Walerian Adamski (dyrektor Zjednoczenia Młodzieży Polskiej), ksiądz Józef Schulz (Związek Młodych Polek) oraz ksiądz Józef Prądzyński (Liga Katolicka). Idea wspierana była przez księdza Edwarda Kozłowskiego.

## Otwarcie
Pierwotnie otwarcie szkoły zaplanowano na rok 1926, jednak plany te pokrzyżowała śmierć kardynała Dalbora (luty 1926) i długi wakat na tym stanowisku. Placówkę erygowano ostatecznie 13 czerwca 1927 rozporządzeniem kardynała Augusta Hlonda. Działała przez całą swoją historię przy ul. Podgórnej 12b w Poznaniu, w budynku zakupionym na ten cel i odpowiednio przystosowanym. Pierwszym dyrektorem został mianowany ksiądz dr Edward Kozłowski. Prymas Hlond wskazał w swoim wystąpieniu inauguracyjnym na konieczność kształcenia społeczników w duchu dokumentów publikowanych przez papieża Leona XIII, głównie encykliki Rerum novarum. Szkoła miała osobowość prawną i była odrębną instytucją diecezjalną. Podlegała Arcybiskupowi Gnieźnieńskiemu i Poznańskiemu, który mianował i odwoływał dyrektora. Zarząd stanowiło Kuratorium, którego członkami byli kierownicy organizacji założycielskich oraz przedstawiciele organizacji katolickich podlegających arcybiskupowi. Szkoła miała uprawnienia państwowe, działając na podstawie odpowiednich rozporządzeń ministerialnych. Jako główne cele kształcenia wskazano w statucie z 1927: szerzenie i pogłębianie katolickich zasad społecznych i metod ich wdrażania, przygotowanie kierowników i pracowników społecznej akcji katolickiej, popieranie katolickiego ruchu naukowego w dziedzinach społecznych, utrzymywanie biblioteki, jak również publikowanie wydawnictw tematycznych.

## Działalność
Działalność dydaktyczna została zainicjowana jeszcze przed oficjalnym otwarciem placówki. Od września 1926 organizowano dwa rodzaje zajęć: kursy krótkoterminowe i dwuletni kurs pracy społecznej, mający charakter priorytetowy pod względem dydaktycznym. Kursy krótkoterminowe miały dwie formy: specjalistyczną (dla określonych grup zawodowych) i ogólną (popularyzującą zasady katolickiej akcji społecznej). Pierwszy krótkoterminowy kurs specjalistyczny był dedykowany wychowawcom zakładów zamkniętych. Kolejne były adresowane m.in. do kierowniczek ochronek, kierowników organizacji robotniczych, członkiń Towarzystw Kobiet Pracujących, pracowników organizacji charytatywnych, czy zakonnic (wychowawczyń zakładów kościelnych). Kurs ogólny, społeczny dla pań wzorowano m.in. na działaniach Katolickiej Szkoły Społecznej w Wiedniu.
Dwuletni kurs pracy społecznej (późniejsze Studjum Społeczne Katolickiej Szkoły Społecznej, a od 1937 Wyższe Katolickie Studium Społeczne) opracowany został programowo przez księdza Edwarda Kozłowskiego, przy współpracy księży Walentego Dymka, Ludwika Jarosza i Józefa Schulza. Już w 1933, w notatce prasowej, napisano, że kurs jest elitarny i ma charakter szkoły wyższej. W czerwcu 1937 studium uzyskało prawa państwowej szkoły wyższej. Planowano, że do wykładowców szkoły należeć będą m.in. Józef Babicki, Franciszek Harazim, Karol Gustaw Jonscher, Urszula Ledóchowska, Aleksander Mogilnicki i Wanda Szuman (ostatecznie tylko część z tych osób prowadziła wykłady). 
Działalność dydaktyczną placówki przerwał wybuch II wojny światowej we wrześniu 1939. Nie doszedł do skutku rok szkolny, który miał się rozpocząć 3 października 1939.

## Siedziba
Przez cały okres działalności szkoła mieściła się w zakupionym, wyremontowanym i przystosowanym na potrzeby własne budynku przy ul. Podgórnej 12b w Poznaniu. Oprócz sal wykładowych mieściła się tam biblioteka z czytelnią. Była to dawna Biblioteka Społeczna Drukarni i Księgarni św. Wojciecha, w 1925 podarowana szkole i następnie rozbudowywana. W momencie darowizny zbiór był niewielki – liczył około 210 publikacji nieperiodycznych i 139 numerów periodyków (wszystko sprzed 1914). Już w 1928 zbiór powiększył się do liczby 2505 tytułów książkowych. Rozwinięto też prenumeratę prasy fachowej. 
Dla uczestników kursów krótkoterminowych funkcjonował internat składający się z dwóch sal wieloosobowych z dwudziestoma łóżkami.